# مانفا
مانفا (به مجاری:  Mánfa) یک شهرداری در مجارستان است که در ناحیه کوملو واقع شده‌است. مانفا ۲۷٫۷۰ کیلومتر مربع مساحت و ۸۹۶ نفر جمعیت دارد.